# Покровський Олександр Іванович
Олександр Іванович Покровський (2 (14) серпня 1873—1940) — історик церкви.

## Життєпис
Народився 2 серпня 1873 року у Московській губернії у родині сільського вчителя, який згодом став учителем-вихователем шкіл Московського виховного дому. У 1887 р. закінчив Звенигородське училище, а у 1893 — Віфанську духовну семінарію. Після закінчення у 1897 році Московської духовної академії із ступеням кандидата богослов'я був залишений при ній як професорський стипендіат. З 1898 до 1902 року працював помічником інспектора тієї ж академії. У 1900 р. захистив магістерську дисертацію «рос. Библейское учение о первобытной религии. Опыт библейско-апологетического исследования», яка була відзначена другою Макаріївською премією та у 1901 видана окремим відбитком. У роботі автор вів суперечку із сучасними на той час позитивістськими концепціями еволюційного розвитку релігій від первісних політеїстичних вірувань до монотеїстичних релігій з подальшою їх зміною науковим знанням. Основним висновком дослідження стало те, що біблійський юдаїзм із набором моральних норм та культом, був релігійною основою для всіх первісних культур.
У 1902 році у Московській духовній академії почав викладати біблійську історію та загальну історію церкви. У 1906 році Покровського призначено доцентом, а у 1907 — екстраординарним професором кафедри біблійської історії. Одночасно із педагогічною діяльністю у Московській духовній академії у 1904 р. був обраний приват-доцентом Імператорського Московського університету. Від листопада 1907 до серпня 1909 був редактором журналу духовній академії «Богословский Вестник». Брав участь у роботі над «Православной Богословской Энциклопедией». Через ліберальні погляди у 1909 р. рішенням Святішого Синоду його було звільнено із штату викладачів академії. Тому протягом 1909—1916 рр. Покровський викладав в Імператорському Московському університеті та на Вищих жіночих юридичних курсах В. Полтарацької.
У 1914 р. як докторську дисертацію він представив книгу «Соборы древней церкви эпохи первых трех веков. Историко-каноническое исследование. С тремя приложениями и двумя картами», яку захистив 1916 у Раді Московської духовної академії. У науковому колі дисертаційне дослідження було піддано різкій критиці. Проф. церковного права Московській духовній академії і Імператорського Московського університету Олександр Алмазов характеризував її як протицерковну та науково-суб'єктивну. Різко негативну позицію по відношенню до цієї роботи також зайняв ректор академії, єпископ Феодор (Поздеєвський). В результаті цієї критики Святіший Синод не затвердив рішення Ради Московської духовної академії та анулював його.
У серпні 1917 р., після Лютневої революції, коли право вирішального рішення питання про надання вчених ступенів було передано духовним академіям, Рада Московської духовної академії надала вченому ступеня доктора богослов'я та формально поновила його у педагогічному складі академії (позаштатно). На час поновлення вченого у ступені доктора він вже протягом року обіймав посаду екстраординарного професора Імператорського Новоросійського університету, де на юридичному факультеті вів курс «Церковного права».
Під час революційних подій 1917—1920 рр. приділяв велику увагу громадським та релігійним справам. У 1917 р. став співробітником київського журналу «Христианская мысль». Того ж року разом з багатьма демократично і реформаторськи налаштованими церковними діячами, як представник Херсонської єпархії він брав участь у Всеросійському з'їзді духовенства і мирян. У 1917—1918 рр. — член Помісного Собору та Священного Собору Російської Православної Церкви. Як член Передсоборної ради виступав за включення мирян до числа кандидатів у Патріархи. У 1918 р. призначений консультантом Міністерства сповідань уряду гетьмана П. Скоропадського.
Після встановлення на початку 1920 року в Одесі радянської влади наступне десятиріччя у житті вченого було відзначено діяльністю у двох сферах — педагогічній та релігійній. Відображення першої було пов'язано з викладанням у Одеському гуманітарно-суспільному інституті (1920—1921) та Одеському інституті народного господарства (1921—1928), в яких як професор відповідно викладав історико-філософське, цивільне й сімейне право. Діяльність як церковного діяча була відзначена активною участю в обновленських соборах у Москві 1923 і 1925 р. На першому соборі був обраний кандидатом у члени Вищої церковної ради та членом Священного Синоду, а на другому — членом пленуму Священного Синоду. У 1924 р. брав участь в обновленській українській передсоборній нараді, на якій виступив проти патріаршества. Причиною ухилу в обновленство стало «свавільство єпископа Феодора, який для нього уособлював чернецький єпископат». Через зміни акцентів у політичному та громадському житті протягом 1920-х рр. наукова діяльність була малопомітною. Як член соціально-історичної секції Одеської комісії краєзнавства при ВУАН 10 листопада 1927 виступив з доповіддю про події в Імператорському Новоросійському університеті під час революції 1917 року, безпосереднім свідком яких він був. Про останні роки життя матеріали майже відсутні. За непідтвердженими даними у 1930-х учений був репресований і засуджений до розстрілу.
У науковій роботі протягом усього свого життя зберігав вірність темі історії церкви та Біблії, завдяки чому став одним з провідних їх дослідників. Метод його досліджень полягав у текстологічному та мовному зіставленні священних текстів та їх перекладів, захисту методу конкордизму, виступаючи проти критики історичного еволюціонізму. У магістерській дисертації «Библейское учение о первобытной религии. Опыт библейско-апологетического исследования», яка містить тлумачення перших глав Книги Буття, привів аргументацію на користь прамонотеїзму. У роботі «Библейский профетизм и языческая мантика» вчений провів порівняння пророків з язичеськими провидцями та зробив висновок, що «біблейський профетизм — це самий дорогий й заповітний пункт всієї історії та релігії Ізраїлю, їх сутність і душа».

## Праці
- Критический разбор эволюционной теории первобытной религии // Богословский вестник. — № 3. — М., 1900;
- Очерк внешней и внутренней истории протестантизма в XIX веке // История христианской церкви в XIX веке. В 2-х т. Т. I. Инославный Запад. — Пг., 1900;
- О соборах Юго-Западной Руси XV—XVII веков // Богословский вестник. — № 9. — М., 1906;
- Ветхозаветный профетизм как основная, типическая черта библейской истории Израиля: [Пробная лекция] // Богословский вестник. — № 4. — М., 1908;
- Соборы древней церкви эпохи первых трех веков. Историко-каноническое исследование. С тремя приложениями и двумя картами. — Сергиев Посад, 1914;
- Відгуки революції р. 1917 у бувшому Новоросійському університеті: Доповідь 10 листопада 1927 р. // Вісник ОКК при ВУАН. — Ч. 4-5. Секція соціально-історична. — Одеса, 1929.